# الرداء الأبيض (فلم)
الرداء الأبيض هو فيلم مصري عرض عام 1975، بطولة نجلاء فتحي وأحمد مظهر ومجدي وهبة ويوسف وهبي.

## قصة الفيلم
تدور أحداث الفيلم حول عمر بك رجل طيب القلب يعيش بعقلية الماضى لذا غضب عندما عرف أن ابنه الوحيد كمال تزوج دون علمه من فتاة فقيرة، تزوج كمال من دلال رغم إرادة والده الثرى عمر بك وعاشت معه لحظات سعيدة إلا أنه يموت بعد فترة إثر حادث فيثور عمر بك عليها وعلى ولده المتوفى ويكون الجزاء حرمان دلال من ابنتها صفاء ويطردها خارج قصره. تمر السنوات وتقوم دلال بنشل حافظة نقود أحمد وتهرب منه إلا أنه ينجح في العثور عليها ويقرر أن يقدمها إلى الشرطة لكنها تسترحمه وتحكى قصة حياتها التي ذهبت سدى وتتوالى الأحداث.

## طاقم التمثيل
- نجلاء فتحي: (دلال/هدى)
- أحمد مظهر: (أحمد)
- مجدي وهبة: (كمال أدهم)
- يوسف وهبي: (عمر بك أدهم)
- زهرة العلا: (أم هدى)
- حياة قنديل: (سعاد)
- فتحية شاهين: (شريفة)
- سعيد صالح: (سيد)
- خالد عانوس: (محمد رستم)
- حسين قنديل: (شوكت)
- إبراهيم سعفان: (حسنين)
- صلاح نظمي: (توفيق)
- ليلى فهمي: (فاطمة)
- حسن عفيفي: (سالم)
- هدى رمزي: (هناء)
- منال: (هناء - طفلة)
- فيفي يوسف

## وصلات خارجية
- مقالات تستعمل روابط فنية بلا صلة مع ويكي بيانات